# وودستاک (نیویورک)
ووداستاک، نیویورک (به انگلیسی: Woodstock, New York) یک شهرک در ایالات متحده آمریکا است که در شهرستان اولستر، نیویورک واقع شده‌است.

## خصوصیات
ووداستاک ۱۷۵٫۷ کیلومترمربع مساحت و ۵٬۸۸۴ نفر جمعیت دارد و ۴۴۰ متر بالاتر از سطح دریا واقع شده‌است.